# بادي فليتشير
بادي فليتشير (بالإنجليزية: Buddy Fletcher)‏ هو ضابط أمريكي، ولد في 19 ديسمبر 1965 في نيو لندن في الولايات المتحدة.